# Vrakúň
Vrakúň este o comună slovacă, aflată în districtul Dunajská Streda din regiunea Trnava. Localitatea se află la altitudinea de 114 m deasupra n.m., se întinde pe o suprafață de 38,34 km2 și în 2017 număra 2.666 de locuitori.

## Istoric
Localitatea Vrakúň este atestată documentar din 1260.

## Demografie
| An:                | 1994 | 2004   | 2014   | 2024    |
| ------------------ | ---- | ------ | ------ | ------- |
| Număr de persoane: | 2463 | 2487   | 2637   | 2946    |
| Diferență:         |      | +0,97% | +6,03% | +11,71% |

| An:                | 2023 | 2024   |
| ------------------ | ---- | ------ |
| Număr de persoane: | 2932 | 2946   |
| Diferență:         |      | +0,47% |